# Désordre (film, 1950)
Pour les articles homonymes, voir Désordre.
Pour plus de détails, voir Fiche technique et Distribution.
Désordre est un court métrage français réalisé par Jacques Baratier, sorti en 1950.

## Synopsis
Dans le quartier de Saint-Germain-des-Prés, à Paris, au lendemain de la Seconde Guerre mondiale, des rencontres témoignent de l'émancipation de la jeunesse et du bouillonnement créatif dans le domaine des arts.

## Fiche technique
- Titre : Désordre
- Réalisation : Jacques Baratier
- Scénario : Jacques Baratier
- Commentaire : Jacques Baratier et Boris Vian, dit par Alain Vian
- Photographie : André Bac
- Musique : Joseph Kosma, Claude Luter, Gabriel Pomerand, Alain Vian, Boris Vian
- Montage : Marie-Françoise Thomas, Néna Baratier
- Production : Les Films Jacques Baratier - Argos Films
- Pays d'origine :   France
- Format : Noir et blanc - 1,37:1 - 35 mm - Son mono
- Genre : Court métrage documentaire
- Durée : 18 min
- Date de sortie :
  - France : 12 décembre 1950

## Distribution
- Annabella
- Claude Borelli
- Blanchette Brunoy
- Annabel Buffet
- Jean Cocteau
- Simone de Beauvoir
- Jean Genet
- Juliette Gréco
- Paul Guth
- Roger Pierre
- Raymond Queneau
- Jean Richard
- Jean-Paul Sartre
- Jean-Marc Thibault
- Odile Versois
- Boris Vian
- Nicole Védrès
- Orson Welles